# Cel
Cel (gr. τηλος, telos; łac. finis, terminus) – to, ze względu na co następuje działanie; stan lub obiekt, do którego się dąży; cel (etyka), to kres świadomego działania.
Działać celowo może: człowiek, organizacja, społeczeństwo.

## Rozróżnienie pojęcia

### Inżynieria
Z punktu widzenia inżynieryjnego i kognitywnego możemy też mówić o celu urządzenia, procesu, systemu, czy jakiegoś agenta inteligentnego. W tym sensie mamy dwa rodzaje celów:
- cel projektowy czy statutowy – może dotyczyć każdego sztucznego systemu, lub użycia systemu (obiektu) naturalnego jako narzędzia, oraz
- cel działania, czyli chwilowej akcji dotyczący tylko agenta tzn. człowieka, grupy ludzi lub autonomicznego systemu komputerowego, i jest wynikiem jego zbioru preferencji (model IPK – ang. Information, Preference, Knowledge, tzn. informacja, preferencja, wiedza).

Według kognitywnego modelu agenta inteligentnego Gadomskiego (w meta-teorii TOGA, tzn. Top-down Object-based Goal-oriented Approach, 1993), konsekwencją nadania systemowi celu lub posiadania celu przez system są jego funkcje Natomiast konsekwencją celu działania jest określenie zadań przez agenta inteligentnego.
Funkcje są własnością procesów, zaś zadania są realizowane poprzez akcje.

### Psychologia
W psychologii, cel – to efekt (stan rzeczy), na którego ukierunkowana jest czynność, zachowanie celowe, gdzie cele mogą mieć różny charakter:
- cel pozytywny – efekt, który podmiot pragnie uzyskać,
- cel negatywny – efekt, którego podmiot pragnie uniknąć,
- cel przedziałowy – stan rzeczy, którego reprezentacja w umyśle jest wielowariantowa w ramach zaspokojenia danej potrzeby;
- cel punktowy – stan rzeczy, który posiada konkretną reprezentację.

Najważniejszą charakterystyką celu jest to, że wyjaśnia przyczynę sztucznych procesów albo wymaga podjęcia działania i posiada jakąś subiektywną oczekiwaną użyteczność.

### Informatyka
- W informatyce, tzw. systemów wieloagentowych powstała koncepcja agenta BDI (zaproponowana przez M.P. Georgeff i A. S. Rao[3],) oparta na takich pojęciach jak: wiara, życzenie i zamiar (ang. Believe, Desire, Intention), gdzie pojęcie celu jest formalizowane różnie przez różnych autorów, np. wg M. Wooldridge, 2000, życzenie jest synonimem celu.

## Cel w aspekcie etycznym
W etyce cel, jest kresem świadomego działania i jest rozróżniany w dwóch aspektach;
- w sensie przedmiotowym - przedmiot zamierzonego działania, punkt do którego działanie jest skierowane lub skutek działania;
- w sensie podmiotowym — racja, powód lub motyw działania.

W etyce pojęcie celu występuje w związku z określeniem powinności moralnej (moralnego dobra i zła czynu) oraz z ujęciem wyznaczników moralności aktu ludzkiego. Zwolennicy deontologizmu definiują powinność oraz moralne dobro i zło czynu z wyłączeniem celu, poprzez zgodność czynu z nakazem autorytetu zewnętrznego (heteronomia) lub wewnętrznego (autonomia) w stosunku do podmiotu czynu (inni określają powinność a następnie moralne dobro i zło czynu, przez jego stosunek do ostatecznego celu człowieka czyli dobra uznawanego za najwyższe (teleologizm), które jednocześnie uszczęśliwia człowieka (eudajmonizm).
W zależności od sposobu rozumienia dobra oraz osób, które w działaniu stanowią dobro najwyższe jako przedmiot działania celowego, teleologizm przybiera postać:
- hedonizmu - dobro najwyższe i szczęście polegają na doznawaniu zadowolenia indywidualistycznego (Arystyp) lub społecznego (utylitaryzm) (Jeremy Bentham, John Stuart Mill, Moritz Schlick, Victor Kraft);
- perfekcjonizmu, głoszącego, że najwyższym dobrem jest samourzeczywistnienie (Arystoteles, Erich Fromm, Marc Oraison). Zwolennicy teleologizmu usiłują wykazać, że moralna powinność i moralne dobro czynu mają obiektywne uzasadnienie (niezależne od wszelkiego nakazu) w podstawowych potrzebach człowieka, których zaspokojenie jest celowym i właściwym motywem wszelkiego działania. Powinność moralna uważa się więc za powinność stosowania odpowiedniego środka do celu, uwarunkowana pragnieniem tego celu (wyraża się ją w zdaniu warunkowym, a więc prakseologicznie, a nie aksjologicznie.

Teleologizm etyczny polegający na tym, że istotę moralności oraz moralnej wartości czynu definiuje cel rozumiany, jako zamierzony skutek działania, przekreślając swoiste cechy moralności (bezwarunkowość (kategoryczność) powinności moralnej i bezinteresowność moralnego dobra). Tymczasem czyn nie staje się moralnie powinny i odpowiednio moralnie dobry przez to, że jest środkiem do ostatecznego celu, chociaż do niego prowadzi.

## Powinność moralna a celowość
Powinności moralnej i dobra moralnego nie można adekwatnie wyrazić przez relacje środka do ostatecznego celu człowieka. Nie wynika z tego, że można je określić z pominięciem kategorii celu w ogóle. Czyn jest moralnie dobry dzięki temu, że jest aktem afirmacji osoby (a w wielu wypadkach także bytów pozaosobowych) ze względu na jej własną wartość (godność), czyli z wyłączeniem innych celów działającego podmiotu. Godność osoby, ku której akt działającego jest skierowany (personalizm w etyce), jest miarodajna w sposób konieczny i wystarczający. Osoba przez swą godność, jest celem dla siebie (cel wsobny) i na mocy swego istnienia ustanawia dla wszystkich osób (nie wyłączając własnej) powinność afirmowania jej w tym charakterze. Jest to powinność moralna, zaś wartość czynu afirmującego tę godność dla niej samej jest moralnym dobrem tego czynu; powinności tej przysługuje bezwarunkowość, a cechą realizującego ją czynu jest bezinteresowność. Właściwą racją i przedmiotem tej powinności jest osoba, jako cel wsobny, i dlatego moralnej powinności oraz moralnego dobra czynu nie można zdefiniować z pominięciem celu (dzieje się to jednak na innej zasadzie, aniżeli w teleologizmie etycznym).
Cel występuje w etyce również przy określaniu wyznaczników moralności czynu ludzkiego, tj. intencji działania, czyli motywu (finis operantis), skłaniającego podmiot do działania, oraz tzw. przedmiotu (finis operis), czyli tego, ku czemu działanie zmierza obiektywnie, niezależnie od intencji działającego.
W obu przypadkach, intencja (przedmiot) celu działającego i działania pełni z osobna rolę warunku koniecznego i zarazem niewystarczającego dla określenia moralnego dobra czynu, tj. jego zgodności z normą, podczas gdy stwierdzenie niezgodności któregokolwiek z nich z tą normą wystarcza dla określenia moralnego zła czynu.

## Własności celu
Cel może być:
- określony mniej lub bardziej precyzyjnie
- uściślony i modyfikowany
- rozłożony na podcele
- opłacalny (bilans zysków i strat).